# تپه اطراف شهر سوخته شماره ۳۵۳
تپه اطراف شهر سوخته شماره ۳۵۳ مربوط به هزاره سوم و ۲ قبل از میلاد است و در شهرستان زابل، بخش شیب آب، دهستان لوتک، روستای حومه شهرسوخته، ۹ کیلومتری جنوب شرق پایگاه باستان‌شناسی شهر سوخته واقع شده و این اثر در تاریخ ۲۸ اسفند ۱۳۸۵ با شمارهٔ ثبت ۱۸۹۸۳ به‌عنوان یکی از آثار ملی ایران به ثبت رسیده است.